# Бояулы
Бояулы (каз. Бояулы) — село в Балхашском районе Алматинской области Казахстана. Входит в состав Баканасского сельского округа. Код КАТО — 193630200.

## Население
В 1999 году население села составляло 196 человек (98 мужчин и 98 женщин). По данным переписи 2009 года, в селе проживал 161 человек (73 мужчины и 88 женщин).